# خلیج هلن
خلیج هلن (به انگلیسی: Helen's Bay) یک منطقهٔ مسکونی در بریتانیا است که در شهرستان داون واقع شده‌است. خلیج هلن ۱٬۳۹۰ نفر جمعیت دارد.